# بوكيمون رامبل يو
بوكيمون رامبل يو (بالإنجليزية: Pokémon Rumble U)‏، وتسمى في النسخة اليابانية ميلي! بوكيمون سكرامبل (باليابانية: ポケモンスクランブルU) (نطق ياباني:Pokemon Sukuranburu U)، تم تطويرها من قبل ستوديو أمباريلا، ومن نشر ذا بوكيمون كومباني سنة 2013، حيث تعمل على منصة وي يو.